# The Duskeys
The Duskeys é um quarteto familiar pop irlando- galesa, conhecida no resto da Europa graças à sua participação no Festival Eurovisão da Canção 1982 onde interpretaram o tema "Here Today Gone Tomorrow". Terminaram a competição em 11.º lugar, tendo recebido um total de 49 pontos.
O grupo musical era composto pelos seguintes membros: Sandy Kelly, Barbara Ellis, Nina Duskey e Dan Duskey. O último liderou mais tarde a banda Palace que terminou no 5º lugar na competição A Song For Europe a competição que escolhia a canção britânica para o Festival Eurovisão da Canção, com a canção  "Dancing With You Again".